# ابو جرش
ابو جرش یک منطقهٔ مسکونی در سوریه است که در دمشق واقع شده‌است. ابو جرش ۱۲٬۷۹۸ نفر جمعیت دارد.